# 新明登 (伊利諾伊州)
新明登（英語：New Minden）是位於美國伊利諾伊州華盛頓縣的一個村落。

## 地理
新明登的座標為38°26′13″N 89°22′08″W / 38.43694°N 89.36889°W，而該地最高點為海拔高度140米（即459英尺）。

## 人口
根據2010年美國人口普查的數據，新明登的面積為0.80平方千米，當中陸地面積為0.80平方千米，而水域面積為0.00平方千米。當地共有人口215人，而人口密度為每平方千米268人。